# Układ PRL-RFN

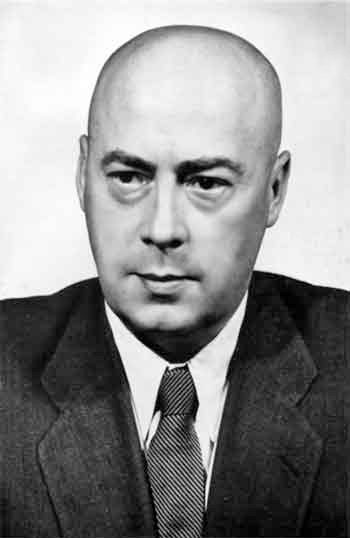
Józef Cyrankiewicz, ówczesny premier PRL podpisał układ z Willym Brandtem

Układ PRL-RFN (również Układ między Polską Rzecząpospolitą Ludową a Republiką Federalną Niemiec o podstawach normalizacji ich wzajemnych stosunków, niem. Warschauer Vertrag) – układ między Polską Rzeczpospolitą Ludową a Republiką Federalną Niemiec o podstawach normalizacji stosunków między tymi dwoma państwami, który został podpisany przez Józefa Cyrankiewicza i Willy’ego Brandta w Sali Kolumnowej pałacu Rady Ministrów (od 1994 Pałac Prezydencki) w Warszawie 7 grudnia 1970 roku o godz. 12.00. Dokument podpisali także ministrowie spraw zagranicznych obu państw: Stefan Jędrychowski i Walter Scheel.
Uznawał nowe granice polsko-niemieckie na Odrze i Nysie, kończąc tym samym powojenny okres w stosunkach między PRL a RFN, którego głównym problemem były nowe, dotychczas nieuznawane przez Niemcy Zachodnie granice. Zapoczątkował nowy okres współistnienia pomiędzy Polską a Niemcami, w którym zasadniczym kierunkiem była chęć współpracy gospodarczej i kulturalnej między dwoma państwami. Wielkie znaczenie dla zawarcia układu PRL-RFN miał nowy kierunek polityki ZSRR, którego przejawem był zawarty pół roku wcześniej układ ZSRR-RFN.

## Tło

### Polska racja
Według polskiego stanowiska warunkiem nieodzownej normalizacji było uznanie przez RFN ostatecznego, nieodwracalnego charakteru ustalonej w umowie poczdamskiej polskiej granicy zachodniej na Odrze i Nysie Łużyckiej oraz uznanie ukształtowanego w rezultacie II wojny światowej i powojennego rozwoju całokształtu polityczno-terytorialnego stanu rzeczy w Europie Środkowej.

### Droga do układu

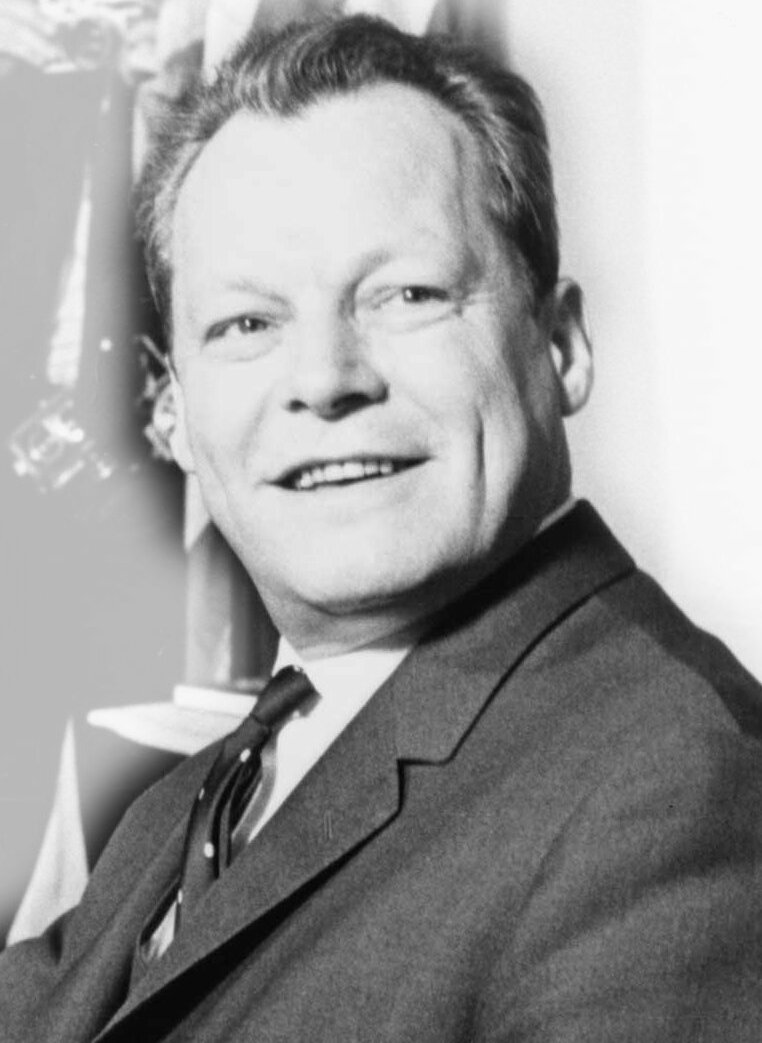
Rząd Willy’ego Brandta doprowadził do normalizacji wzajemnych stosunków z Polską

Dzięki konsekwentnej polityce państw socjalistycznych pod całkowitą kontrolą Związku Radzieckiego i przejęciu władzy w RFN (1969) przez koalicję Socjaldemokratycznej Partii Niemiec i Partii Wolnych Demokratów, która wyraziła gotowość odejścia od polityki kwestionowania status quo w Europie, możliwe się stało unormowanie stosunków międzynarodowych między PRL a RFN.

### Założenia układu
W układzie PRL-RFN obie strony stwierdziły, że nienaruszalność granic, poszanowanie integralności terytorialnej i suwerenności wszystkich państw w Europie jest warunkiem zapewnienia pokoju. RFN uznała w sposób jednoznaczny zachodnią granicę Polski na Odrze i Nysie Łużyckiej oraz zobowiązała się do niekwestionowania istniejącego wtedy stanu prawnego. Strony postanowiły kierować się w stosunkach wzajemnymi celami i zasadami Karty Narodów Zjednoczonych, zobowiązały się rozwiązywać wszystkie sporne kwestie tylko środkami pokojowymi oraz powstrzymać się od użycia siły lub groźby jej użycia. Zobowiązały się także podejmować kroki zmierzające do pełnej normalizacji i wszechstronnego rozwoju wzajemnych stosunków w dziedzinach gospodarczych, naukowo-technicznych, kulturowych i innych.

## Ratyfikacja
Bundestag ratyfikował układ PRL-RFN 248 głosami, przy 238 wstrzymujących się i 10 sprzeciwu oraz układ ZSRR-RFN 17 maja 1972 roku, ustawę o ratyfikacji podpisał prezydent RFN Gustav Heinemann 23 maja, 26 maja układ ratyfikowała Rada Państwa PRL, zaś wymiana dokumentów ratyfikacyjnych nastąpiła 3 czerwca 1972 roku w Bonn. Przedłużająca się ratyfikacja wynikała ze złożenia przez posłów opozycyjnych wniosku do Federalnego Trybunału Konstytucyjnego pod zarzutem niekonstytucyjności układu (konstytucja RFN zawierała „fikcję prawną” określającą granice Niemiec według przebiegu granic III Rzeszy z 1937 r.). Ostatecznie 31 lipca 1973 Federalny Trybunał Konstytucyjny uznał układ za zgodny z konstytucją – w interpretacji trybunału nie było to uznaniem granicy na Odrze i Nysie, ale przyjęciem przez RFN tego stanu rzeczy do wiadomości i deklaracją niepodejmowania działań zbrojnych w celu jego zmiany. Rezolucja Bundestagu uchwalona równocześnie z ratyfikacją (przy pięciu głosach wstrzymujących się) głosiła układy nie wykluczają uregulowania problemu Niemiec w traktacie pokojowym i nie stwarzają podstawy prawnej dla istniejących dziś granic. Związana z tym wydarzeniem ostra walka polityczna w RFN wykazała, że były znaczne siły polityczne przeciwne działaniom koalicji rządzącej oraz odprężeniu w Europie, które nastąpiło po układach.
Układ zarejestrował Sekretariat ONZ 18 lipca 1972 r. zgodnie z warunkami art. 102 Karty ONZ.

## Stosunki po układzie
Podczas III fazy Europejskiej Konferencji Bezpieczeństwa i Współpracy w Helsinkach doszło do spotkania między I sekretarzem KC PZPR Edwardem Gierkiem i kanclerzem RFN Helmutem Schmidtem. Wynegocjowano wówczas następujące porozumienia, które później podpisano 9 października 1975 roku w Warszawie:
- umowa o zaopatrzeniu emerytalnym i wypadkowym, w tym wypłacenie Polsce kwoty 1,3 mld marek niemieckich tytułem wyrównania kosztów dotychczas wypłaconych rent dla tych osób, którym powinna wypłacać RFN.

- umowa o udzieleniu Polsce niskooprocentowanego kredytu finansowego, wieloletniego programu rozwoju współpracy gospodarczej, przemysłowej i technicznej.

- oraz w zapisie protokolarnym rząd polski, w celu zakończenia akcji łączenia rodzin, zgodził się na udzielenie zezwoleń na wyjazdy do RFN w ciągu 4 lat dla 120–125 tys. osób, zezwolenia te miały być wewnętrzną sprawą Polski.

Porozumienia te zostały ratyfikowane przez Bundestag i Bundesrat po ostrej walce politycznej.
Kolejnym etapem w procesie normalizacji i stopniowego rozwoju stosunków między dwoma państwami stała się wizyta I Sekretarza KC PZPR Edwarda Gierka w RFN między 8–12 czerwca 1976 roku, w czasie której podpisano 11 czerwca 1976 roku wspólne oświadczenie o rozwoju stosunków między PRL a RFN oraz umowę o współpracy kulturalnej, 5-letnią umowę o współpracy gospodarczej i szereg innych porozumień.
14 listopada 1990 roku podpisano układ między przedstawicielami Niemiec i Polski, ostatecznie potwierdzający przebieg granicy polsko-niemieckiej.

## Inne
Do czasu podpisania układu PRL-RFN w Polsce oficjalna nazwa RFN brzmiała Niemiecka Republika Federalna (NRF).